# Flakabergskärret
Flakabergskärret är en sjö i Bodens kommun i Norrbotten och ingår i Luleälvens huvudavrinningsområde.